# JetLite
JetLite var et indisk luftfartsselskab, som blev grundlag i 1991 under navnet Air Sahara (Hindi:एअर सहारा). Selskabet skiftet i foråret 2007 navn til JetLite. Det indstillede flyvningerne i 2012.
Luftfartsselskabet, der var baseret i New Delhi, var et privatejet luftfartsselskab, som først og fremmest opererede ruteflyvninger mellem Indiens større byer samt med helikopterservice. JetLite havde hovedkvarter i Indira Gandhi International Airport, New Delhi, og havde betydningsfulde hubs i Begumpet Airport, Hyderabad, Chatrapati Shivaji International Airport, Mumbai, Chennai International Airport, Chennai (Madras) og Netaji Subhash Chandra Bose International Airport, Kolkata (Calcutta). 
Luftfartsselskabet blev grundlagt under navnet Sahara Airlines (el. Sahara Indian Airlines) den 20. september 1991 og begyndte flyvninger med to Boeing 737-200 den 3. december 1993. I den første periode efter sin etablering var flyvningerne koncentreret i Indiens nordlige halvdel med Delhi som luftfartsselskabets base, men gradvis blev rutenettet udvidet til hele landet. Den 2. oktober 2000 skiftede luftfartsselskabet navn til Air Sahara. Fra den 22. marts 2004 startede selskabet internationale flyvninger med selskabets første internationale rute fra Chennai (Madras) til Colombo i Sri Lanka. Air Sahara, der var ejet af den store indiske handelskoncern Sahara India Pariwar, blev i foråret 2007 afhændet og solgt til det større, indiske, private luftfartsselskab Jet Airways, der overtog selskabet pr. 20. april 2007, hvorefter selskabet ændrede navn til det nuværende JetLite.